# Windsor (Vermont, statisztikai település)
Windsor statisztikai település az Amerikai Egyesült Államok Vermont államában, Windsor megyében. Lakosainak száma 2139 fő (2020. április 1.).

## Népesség
A település népességének változása:

| 2010 | 2 066 |
| 2020 | 2 139 |